# Geodezyjna ewidencja sieci uzbrojenia terenu
Geodezyjna ewidencja sieci uzbrojenia terenu, GESUT – rejestr publiczny prowadzony na podstawie Prawa geodezyjnego i kartograficznego, definiowany jako system informacyjny zapewniający gromadzenie, aktualizację i udostępnianie informacji o sieciach uzbrojenia terenu.
Prowadzenie GESUT na obszarze powiatu, w tym tworzenie, prowadzenie i udostępnianie powiatowej bazy GESUT, jest zadaniem starostów (prezydentów miast na prawach powiatu). GESUT obejmuje informacje o projektowanych, znajdujących się w trakcie budowy oraz istniejących sieciach uzbrojenia terenu, ich usytuowaniu, przeznaczeniu oraz podstawowych parametrach technicznych, a także o podmiotach, które władają tymi sieciami. Zakres danych gromadzonych w powiatowej bazie GESUT, tryb i standardy tworzenia i aktualizacji tych baz oraz udostępniania danych z tych baz reguluje rozporządzenie Ministra Rozwoju, Pracy i Technologii z dnia 23 lipca 2021 r. w sprawie geodezyjnej ewidencji sieci uzbrojenia terenu. Powiatowa baza GESUT prowadzona jest w systemach teleinformatycznych, zgodnie z obowiązującymi standardami technicznymi.
GESUT jest zakładany i aktualizowany na podstawie informacji:
- zawartych w materiałach przyjętych do państwowego zasobu geodezyjnego i kartograficznego
- zawartych w dokumentach, które były przedmiotem narady koordynacyjnej zespołu uzgadniania dokumentacji projektowej
- zawartych w projekcie budowlanym zatwierdzonym decyzją o pozwoleniu na budowę lub w dokumentach załączonych do zgłoszenia budowy
- pozyskanych z innych rejestrów publicznych lub od podmiotów władających sieciami uzbrojenia terenu.

W powiatowej bazie GESUT gromadzone są dane o:
- przewodach (benzynowych, ciepłowniczych, elektroenergetycznych, gazowych, kanalizacyjnych, naftowych, telekomunikacyjnych, wodociągowych, niezidentyfikowanych i innych)
- obudowach przewodów
- budowlach podziemnych
- urządzeniach technicznych związanych z siecią
- punktach o określonej wysokości
- słupach i masztach
- korytarzach przesyłowych.